# المسمور (المفلحي)

تعديل مصدري - تعديل

المسمور هي إحدى قرى عزلة المفلحي بمديرية المفلحي التابعة لمحافظة لحج، بلغ تعداد سكانها 238 نسمة حسب تعداد اليمن لعام 2004.